# Bothriospondylus
Famille
Genre
Espèce
Bothriospondylus est un genre nomen dubium de dinosaure sauropode du Jurassique supérieur. À l'âge adulte, il aurait eu une taille de 15 à 20 mètres de long.
L'espèce type, Bothriospondylus suffossus, a été décrite par Richard Owen en 1875. Le nom spécifique suffossus (parfois incorrectement écrit suffosus) signifie « indéterminé » en latin. Owen a basé l'espèce sur l'holotype BMNH R44592-5, composé de quatre vertèbres dorsales retrouvées dans une strate des argiles de Kimmeridge, au Wiltshire. Trois vertèbres sacrées y ont également été ajoutées.
Le Bothriospondylus a été assigné à plusieurs groupes au cours des ans. On lui a même créé la famille des Bothriospondylidae.

## Histoire
En 1875, Richard Owen nomme quatre espèces de Bothriospondylus. B. suffossus, B. robustus, basée sur BMNH R22428, , B. elongatus, basée sur BMNH R2239, et B. magnus, un nouveau nom pour un autre syntype d'Ornithopsis hulkei. En 1895, d'autres échantillons retrouvés à Madagascar forment une cinquième espèce, nommée par Richard Lydekker B. madagascariensis. Ce dernier crée également la famille des Bothriospondylidae. Cependant, ces fossiles seront associés au Lapparentosaurus par José Fernando Bonaparte en 1986.
En 1902, Franz Nopcsa ajoute au genre une vertèbre retrouvée en Argentine, mais cette dernière sera associée plus tard au genre Nopcsaspondylus.
En 1908, Friedrich von Huene réfère le matériel à Pelorosaurus et renomme B. suffossus en Ornithopsis suffossa en 1922. Cependant, d'autres échantillons continuent d'être associés au genre.
En 2010, Philip Mannion révise les résultats précédents et conclut que Bothriospondylus est nomen dubium.